# Elymus virginicus
Elymus virginicus är en gräsart som beskrevs av Carl von Linné. Enligt Catalogue of Life ingår Elymus virginicus i släktet elmar och familjen gräs, men enligt Dyntaxa är tillhörigheten istället släktet elmar och familjen gräs. Arten har ej påträffats i Sverige. Inga underarter finns listade i Catalogue of Life.

## Bildgalleri

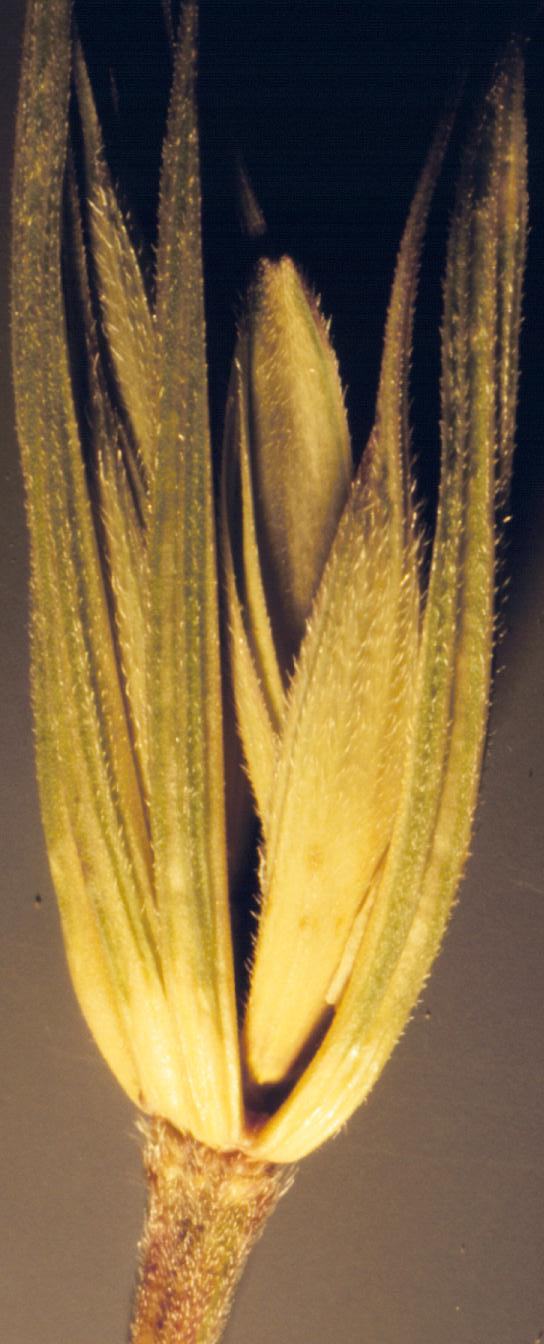
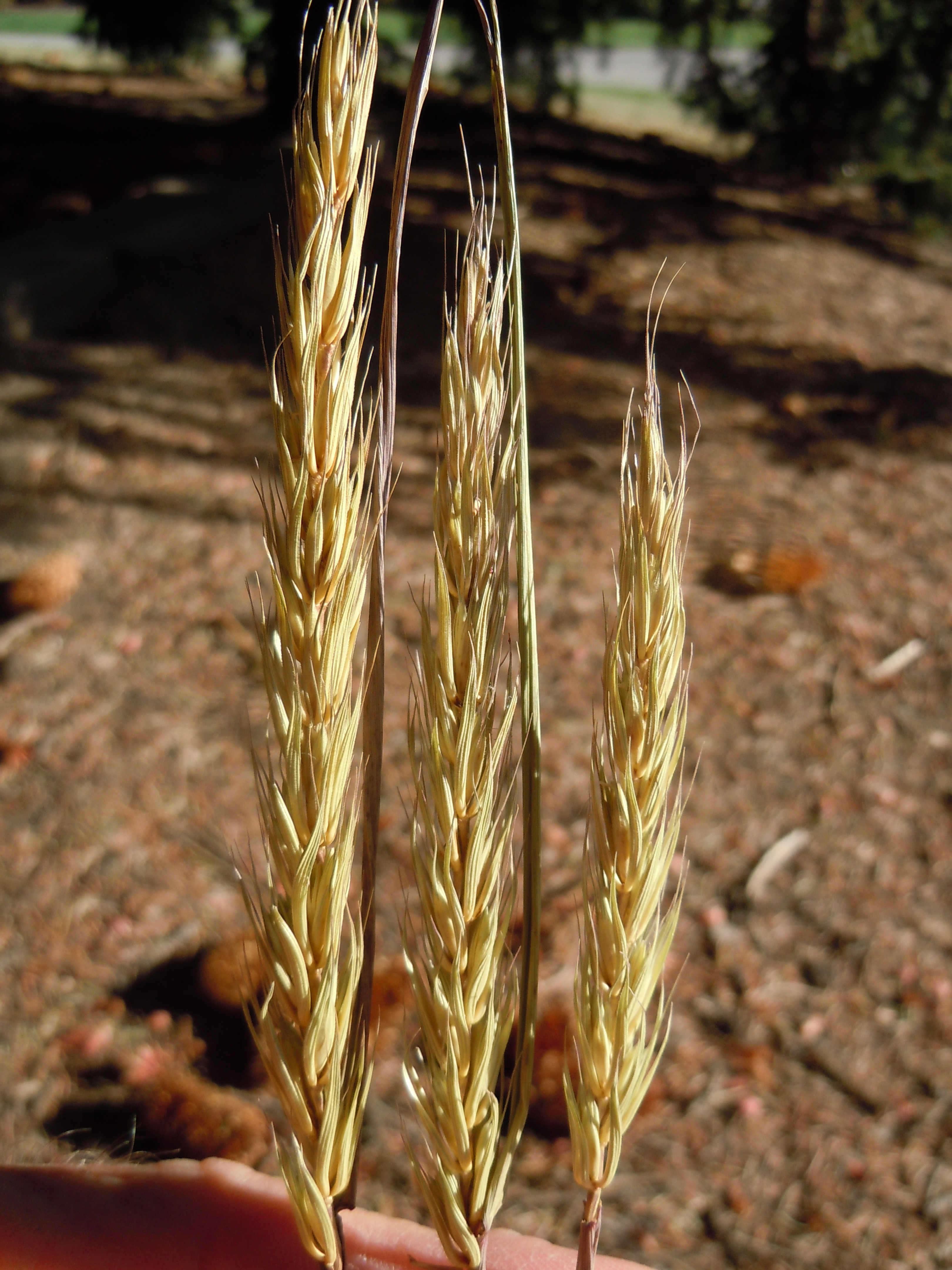
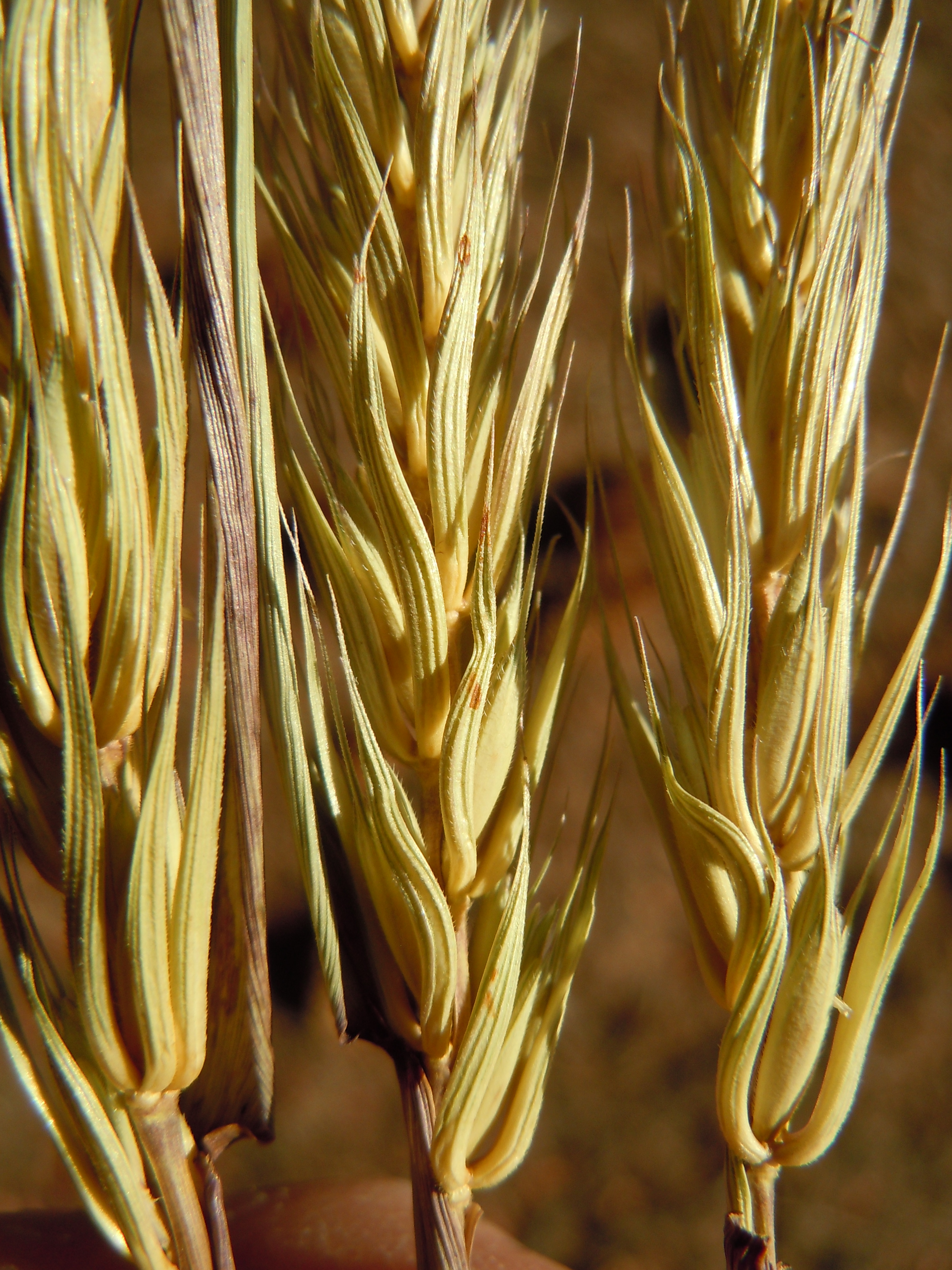
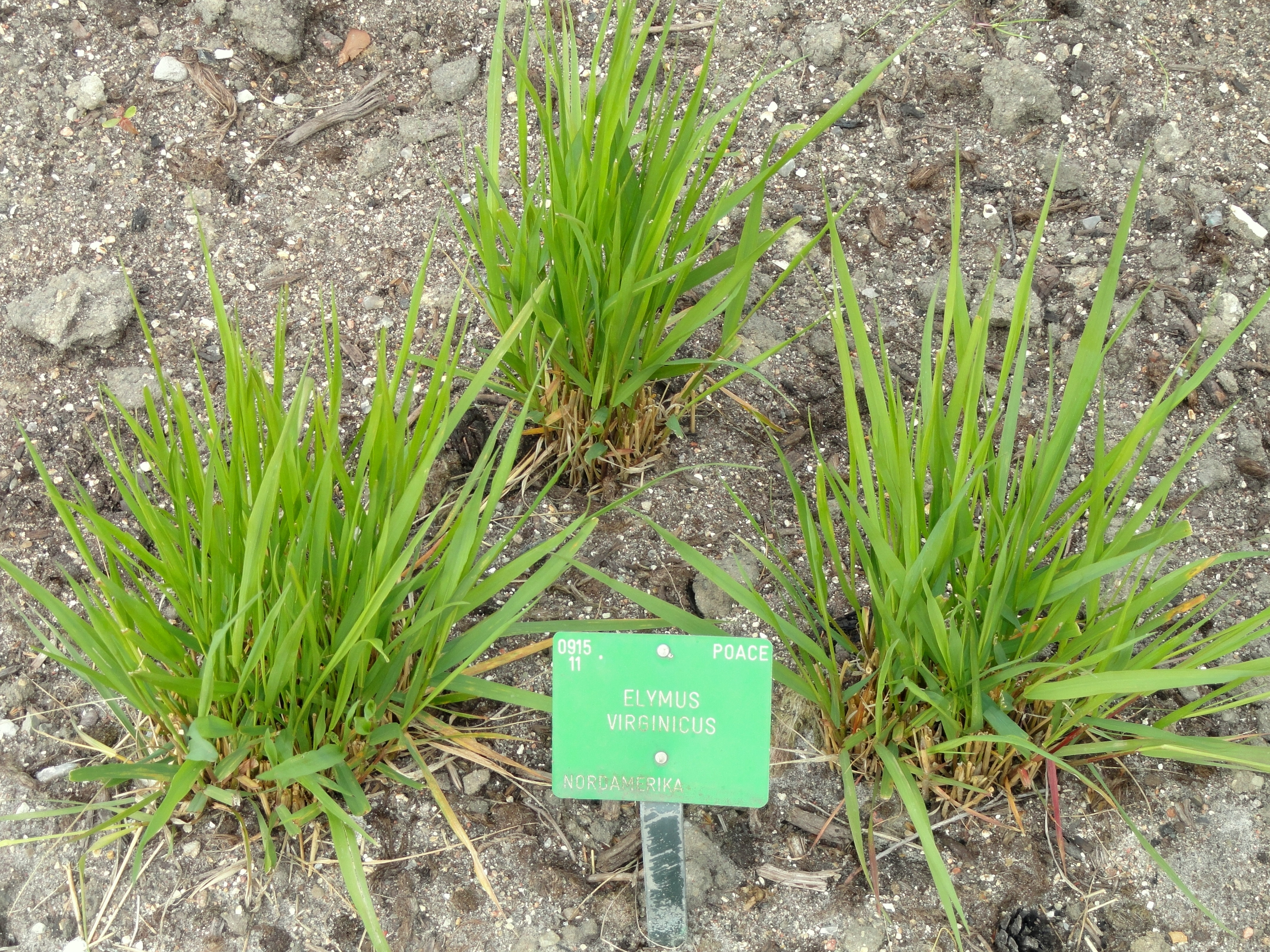